# フェリクス4世 (ローマ教皇)
フェリクス4世（Felix IV, ? - 530年9月22日）は、ローマ教皇（在位：526年 - 530年）。カトリック教会で聖人とされる。

## 選任の背景
西ローマ帝国が滅び、ゲルマン人オドアケルの勢力が衰えると、その地の支配者は東ゴート族のテオドリックとなる。彼はアリウス派に属していたが、東ローマ帝国のユスティヌス1世がアリウス派の弾圧を始めると、ヨハネス1世を教皇位につけて使節団と共に東ローマ帝国に派遣する。しかしヨハネス1世は高齢であり、和睦の役目を果たせずローマに帰り、テオドリックの怒りに触れて獄死する。ヨハネス1世が死去すると、使節団の一員だった助祭のうち、テオドリックの意を解する者としてフェリクス4世として教皇に選ばれた。前教皇とは異なり、5年間の期間を王宮で平穏に終える。

## 異教建築物の転用
ローマのフォロ・ロマーノには神々および歴代の皇帝を祀る建築物が築かれていたが、中世を経るとそれらはキリスト教への礼拝堂や教会に転用されていく。その最初の先鞭をつけたのがフェリクス4世とされている。彼が転用した建物は聖都神殿と隣り合うロムルスを祀る廟であり、コスマスおよびダミアノスという2人の殉教者への教会堂（サンティ・コスマ・エ・ダミアーノ聖堂）へと作り替えた。現在、フェリクス4世の姿は同教会のモザイク画に残されている。